# Castell de Callús
El castell de Callús o castell de Gotmar fou un castell medieval situat en un turó sobre la població de Callús (Bages), del que en resta una torre de planta circular derruïda, d'1,5 m per 7 de diàmetre exterior, i restes de murs de diferents alçades i llargades. És una obra protegida com a Bé Cultural d'Interès Nacional en virtut del decret de castells de l'any 1949.
La primera referència, de mitjans del segle x, en parla amb el nom de Godmare. L'any 1026 s'hi va afegir el nom de Casteluç, que va derivar en Castluç l'any 1054. Fou enderrocat durant la guerra civil de Joan II, el 1462. Conjuntament amb l'antiga parròquia de Sant Sadurní fou el centre de la vida col·lectiva del poble fins a final del segle xix, quan arribà la indústria tèxtil al pas del Cardener.

## Descripció
Del castell de Callús avui solament en resten el basament d'una torre circular situada en el lloc més elevat del turó i alguns fragments de paret escampats pel voltant d'aquella.
El diàmetre exterior de la torre és de 7 m. i l'interior de 4,80 m, mentre que l'alçada assoleix 1,5 m en els punt més elevats. L'aparell d'aquesta construcció circular i la seva distribució és força irregular; els carreus són de mides diferents i estan units amb morter grisenc de sorra i calç. Els fragments de mur més sencers són els situats a l'est, que tenen unes mides de 3,5 m d'alçada per 17 m. de llargada. Altres trams de paret els trobem al cantó nord, a l'angle sud-oest i a l'est. L'aparell és aquí també irregular. En conjunt el castell està en un estat de franca ruïna.

## Història
Castell termenat, dit inicialment "Castell de Gotmar", documentat el 941. El primer nom amb què apareix citat és el de castell de Gedomare l'any 941; al 982 es parla de Gomare que deien Castellet, i al 1026 com a Castell de Godmar que diuen Casteluç. Es creu que Godmar seria nom de la persona que aprisià o construí el primitiu castell.
Els primers senyors coneguts són dos germans de la família Òdena. En Domnuç Bernat d'Odena el 1054 permuta la seva part al seu germà Guillem Bernat a canvi d'altres béns. El 1063 Guillen Bernat infeuda el castell a Bernat Arnal. El castell va continuar en mas dels Odena almenys fins a finals del s.XII.
No apareix cap més senyor fins al 1358, data en la qual figuren com a senyors Ramon Eimeric i Eimeric de Sallent, ciutadans de Manresa. A finals del s. XV passa a la família Descatllar i després als marquesos de Palmerola. El terme d'aquest castell era pràcticament el mateix que el del terme actual.